# پاکسه
پاکسه (به لاتین: Pakse) یک منطقهٔ مسکونی در لائوس است که در استان چامپاساک واقع شده‌است.

## خصوصیات
پاکسه  ۸۷٬۰۰۰ نفر جمعیت دارد.